# Sant Feliu de Pallerols
|  | Aquest article tracta sobre la vila i municipi de la Garrotxa. Vegeu-ne altres significats a «Pallerols». |

Sant Feliu de Pallerols és una vila i municipi de la comarca de la Garrotxa, a les Comarques Gironines. El municipi comprèn els antics termes de Sant Iscle de Colltort i Sant Miquel de Pineda.
Situat a la vall d'Hostoles, s'estén per les valls del riu Brugent i del seu afluent, el Sant Iscle, accidentat per les serres del Corb i de Fontpobra i els volcans de Can Tià i Traiter, dins del Parc Natural de la Zona Volcànica de la Garrotxa. Destaquen els cims de Collsacabra al sud del terme i el Santuari de La nostra Senyora de la Font de la Salut a 1.030 metres d'altitud. A nivell geològic, una de les particularitats del municipi és que s'hi troba la rara mica amb liti, anomenada lepidolita.
Antigament va pertànyer al castell d'Hostoles i a la corona junt amb les Planes d'Hostoles.
Les activitats principals inclouen l'agricultura de secà, la ramaderia de bestiar boví i porcí i l'aviram, així com la indústria d'embotits i xocolates. Aquests sectors, juntament amb el turisme residencial, formen la base de l'economia local. El 2023 es va desenvolupar el nou polígon industrial de Llonfafollia, al nord del nucli urbà de Sant Feliu, que va comportar el desviament de la Via Verda del Carrilet Olot-Girona.
Cal destacar-ne la Festa Major de Sant Feliu de Pallerols (festa de gegants, cavallets i mulassa), declarada festa tradicional d'interès nacional.

## Geografia
- Llista de topònims de Sant Feliu de Pallerols (Orografia: muntanyes, serres, collades, indrets..; hidrografia: rius, fonts...; edificis: cases, masies, esglésies, etc).

## Climatologia
És un municipi amb clima mediterrani d'interior, tot i que amb més influència del mar que no pas altres poblacions de la Garrotxa. Les temperatures màximes i mínimes anuals ronden els 33/35 °C i els -8/-10 °C, tot i que a causa del canvi climàtic s'observa una tendència a l'alça de les temperatures.
Les precipitacions hi són abundants, per sobre dels 1.000 l/m² anuals, concentrades a la primavera i a la tardor.

## Educació
Llar d'Infants (0-3 anys)
- Escola Bressol Petits Pescallunes

Llar d'Infants (3-6 anys)
- Escola Rocalba

Primària
- Escola Rocalba

## Entitats de població
| Entitat de població     | Habitants (2023) |
| Sant Feliu de Pallerols | 1.314            |
| Sant Miquel de Pineda   | 138              |
| Sant Iscle de Colltort  | 48               |
| Pallerols               | 36               |
| la Fàbrega              | 28               |
| Bastons                 | 23               |
| la Torra                | 13               |
| la Salut                | 1                |
| Font: Idescat           |                  |

## Demografia
| 1497 | 1515 | 1553 | 1787  | 1887  | 1900  | 1920  | 1950  | 1970  | 2010  | 2024  |
| 24   | 116  | 97   | 1.236 | 1.581 | 1.627 | 1.841 | 1.555 | 1.288 | 1.363 | 1.692 |

El cens del 1717 incorpora Sant Miquel de Pineda i Sant Pere Sacosta; el 1787, les Planes d'Hostoles; el 1857, Sant Iscle de Colltort, les Encies i Cogolls.
Més endavant, el 1872 el terme de les Planes d'Hostoles, incloguent-hi Cogolls i Les Encies, se'n desagrega.

## Llocs d'interès

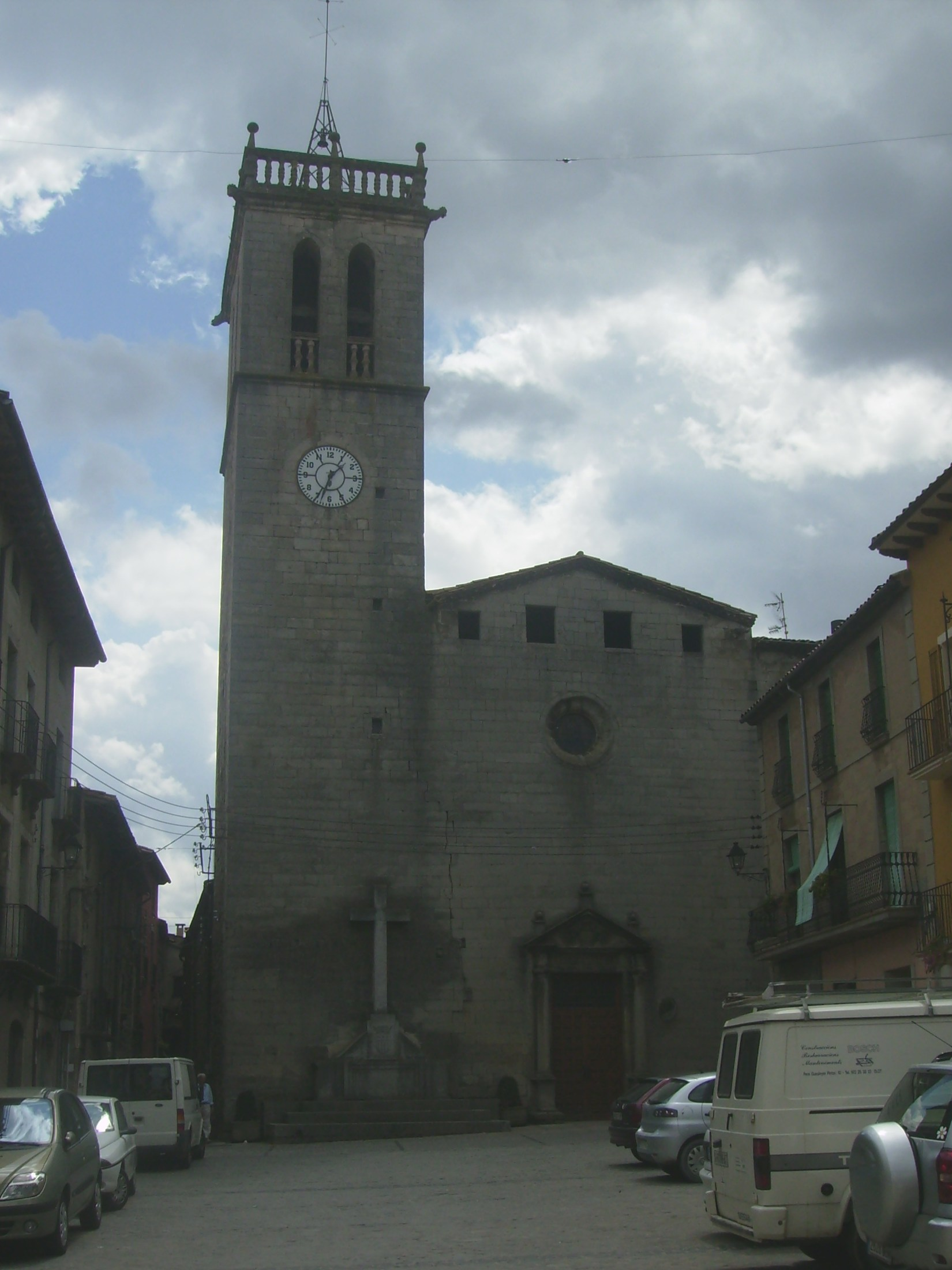
Església de Sant Feliu de Pallerols

- Església de Sant Feliu de Pallerols. Segle XVII, reconstruïda sobre una d'anterior romànica
- Església de Sant Iscle de Colltort. Segle XV
- Església de Santa Cecília
- Església Sant Miquel de Pineda. Segle XI
- Castell d'Hostoles. Fortalesa medieval en semiruïna. Lloc on va morir Francesc de Verntallat a la fi del segle xv
- Santuari de Nostra Senyora de la Font de la Salut. Vistes magnífiques.
- El Puig Alt

## Vegetació
El poble es troba en una zona de transició entre la vegetació mediterrània i la vegetació pròpia de climes humits. Així doncs, podem distingir dues zones:
- La primera, més solella, comprèn des del brugent fins al límit nord del municipi. És una zona muntanyosa i irregular. Al vessant sud de les carenes hi ha vegetació mediterrània, amb alzina, boix i boix marí. A la part superior de les carenes la vegetació esdevé més escassa, ja que és la que més pateix la calor de l'estiu. Al vessant nord hi trobem bosc caducifoli: sobretot rouredes, tot i que a l'extrem nord es converteixen en fagedes per sobre dels 700 metres. També hi trobem til·lers i avellaners. A les fondalades s'hi troben verns, pollancres i trèmols. Als terrenys planers hi predominen els conreus i les pastures.
- La segona comprèn la meitat sud del municipi, als peus de la muntanya de la Salut. A la part més propera al poble hi ha pastures, boix, boix grèvol alzines i roures, tot i que així que pugem de cota és només roureda. Des del poble fins a la casa del Vallac (actualment en ruïnes), al voltant de la cota 700, perviuen restes de les feixes que abans s'hi cultivaven. Aquesta zona s'utilitza com a pastura, tot i que per manca d'ús, a poc a poc es converteix en bosc. Un cop a la cota 700-800, apareix la fageda, que arriba fins a la carena. Just a la carena hi ha una barreja de pastures, bedolls, roures i faigs. Als torrents hi abunden els verns.

El fet de trobar-se en una zona de transició dona una gran riquesa natural. Aquest equilibri entre dues zones es pot veure afectat durant els propers anys a causa del canvi climàtic.

## Els Pescallunes

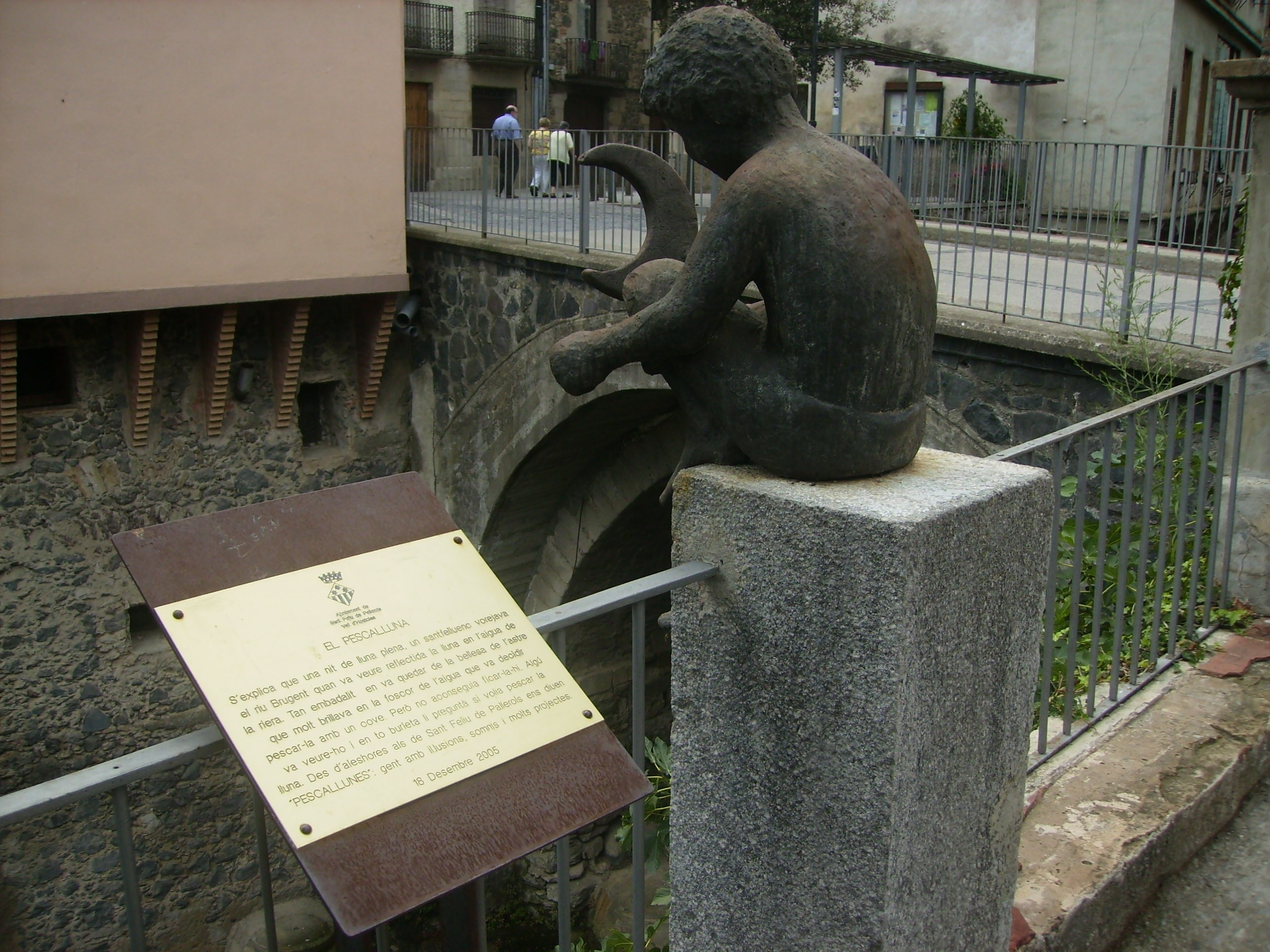
Pescallunes

A la gent de Sant Feliu de Pallerols també se'ls coneix històricament com a "Pescallunes". El motiu és una història que el mateix municipi relata d'aquesta manera: 
| « | S'explica que una nit de lluna plena, un santfeliuenc vorejava el riu Brugent quan va veure reflectida la lluna en l'aigua de la riera. Tan embadalit en va quedar de la bellesa de l'astre que molt brillava en la foscor de l'aigua que va decidir pescar-la amb un cove. Però no aconseguia ficar-la-hi. Algú va veure-ho i, en to burleta, li preguntà si volia pescar la lluna. | » |

El que inicialment era una malnom ha estat reconvertit pels mateixos santfeliuencs com a icona popular tal com es pot llegir a l'escultura del pescallunes: 
| « | Des d'aleshores als de Sant Feliu de Pallerols ens diuen "PESCALLUNES": gent amb il·lusions, somnis i molts projectes. | » |

## Fills il·lustres
- Narcís Paulís i Vila, intèrpret de flabiol, violinista i compositor
- Josep Saderra i Puigferrer, músic
- Josep Maria de Garganta i Vila-Manyà, escriptor
- Llorenç Espígol, síndic remença
- Ramon Sala i Bach, notari
- Ramon de Vilar i de Llança, notari i senyor del Mas Ombert